# Сондел
Сондел (нід. Sondel) — село в нідерландській провінції Фрисландія на узбережжі штучного прісного озера Ейсселмер. Входить до муніципалітету Фріске-Маррен.
Його площа становить 9,63 км², а населення станом на 2021 рік складало 400 осіб.
Перша згадка про населений пункт датується 1422 роком.

## Галерея

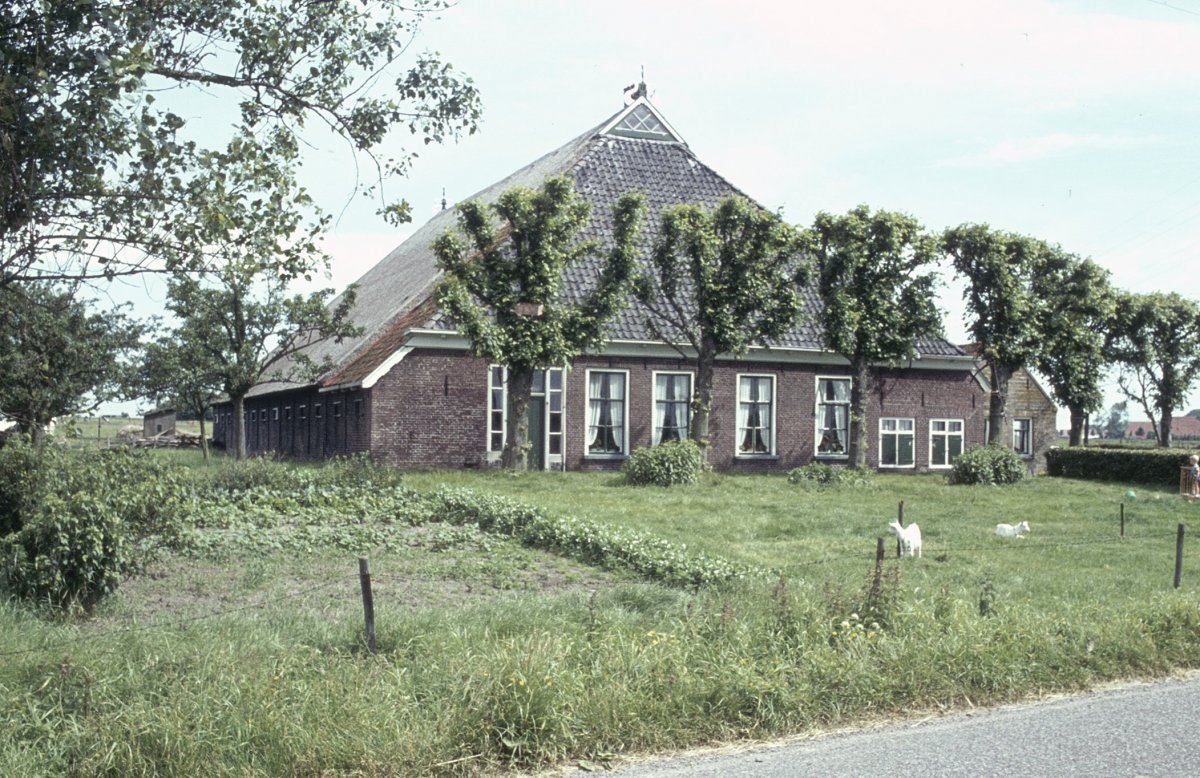
Ферма у селі
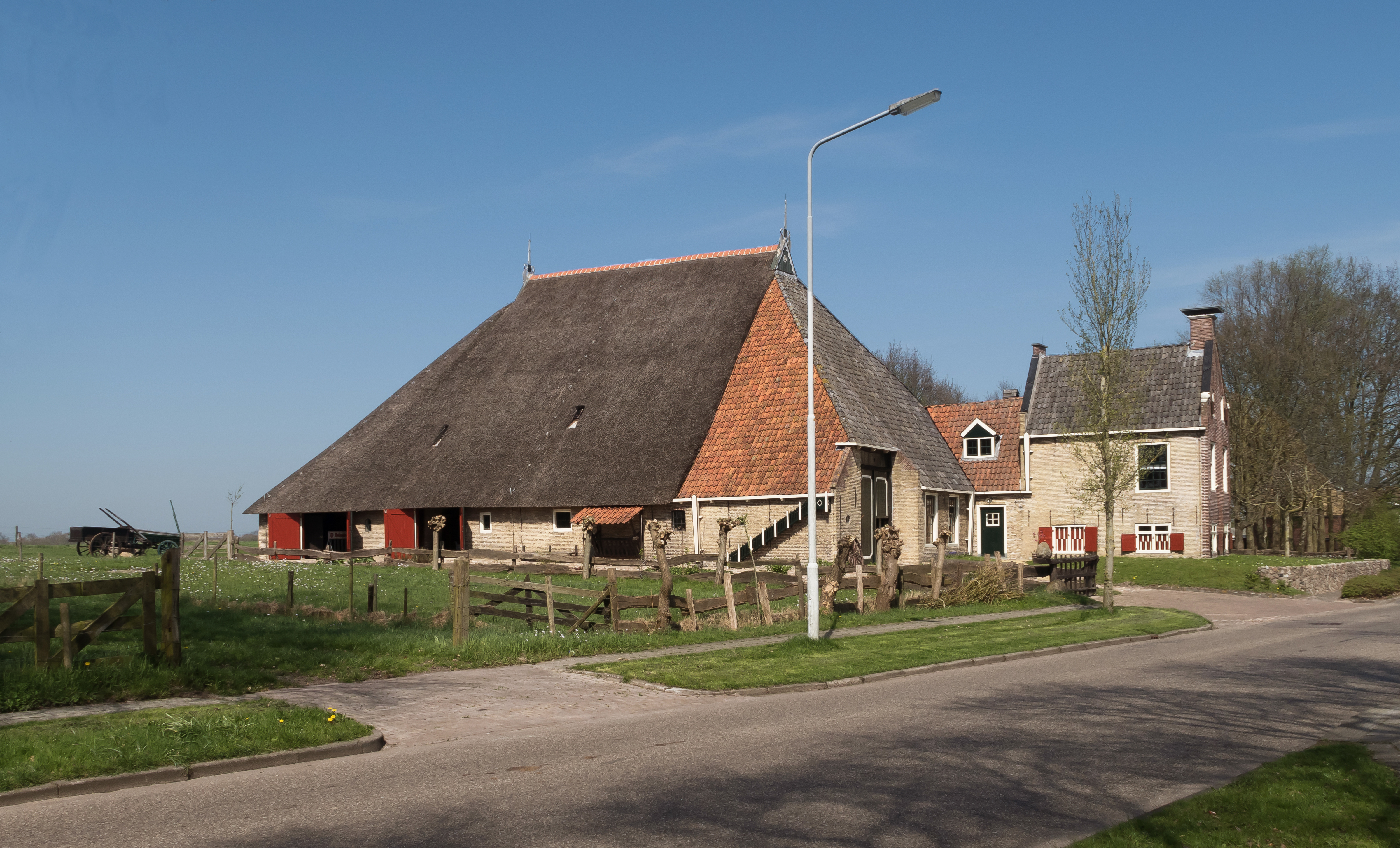
Ферма у селі